# Acapulco Tennis Open 2024
L'Acapulco Tennis Open 2024 è stato un torneo maschile di tennis professionistico. È stata la 19ª edizione del Torneo Internacional Challenger León, facente parte della categoria Challenger 125 nell'ambito dell'ATP Challenger Tour 2024, con un montepremi di 164 000 $. Si è giocato dal 15 al 21 aprile 2024 sui campi in cemento di Acapulco, in Messico.

## Partecipanti

### Teste di serie
| Nazionalità | Giocatore                  | Ranking* | Testa di serie |
| ----------- | -------------------------- | -------- | -------------- |
| Australia   | Rinky Hijikata             | 80       | 1              |
| Stati Uniti | Michael Mmoh               | 110      | 2              |
| Stati Uniti | Zachary Svajda             | 129      | 3              |
| Australia   | Adam Walton                | 135      | 4              |
| Francia     | Giovanni Mpetshi Perricard | 160      | 5              |
| Canada      | Alexis Galarneau           | 176      | 6              |
| Kazakistan  | Beibit Zhukayev            | 192      | 7              |
| Stati Uniti | Maxime Cressy              | 193      | 8              |

* Ranking all'8 aprile 2024.

### Altri partecipanti
I seguenti giocatori hanno ricevuto una wild card per il tabellone principale:
- Ernesto Escobedo
- Rodrigo Pacheco Méndez
- Daniel Vallejo

Il seguente giocatore è entrato in tabellone come special exempt:
- Nicolás Mejía

Il seguente giocatore è entrato in tabellone come alternate:
- Aidan McHugh

I seguenti giocatori sono passati dalle qualificazioni:
- Bor Artnak
- Andre Ilagan
- Dominik Palán
- Ryan Seggerman
- Karue Sell
- Nathan Ponwith

## Punti e montepremi
| Torneo    | Torneo              | V      | F      | SF    | QF    | 2T    | 1T    | Q | Q2  | Q1  |
| Singolare | Punti               | 125    | 64     | 35    | 16    | 8     | 0     | 5 | 3   | 0   |
| Singolare | Premi in denaro ($) | 21 650 | 12 770 | 7 560 | 4 400 | 2 590 | 1 565 | – | 785 | 395 |
| Doppio    | Punti               | 125    | 64     | 35    | 16    | –     | 0     | – | –   | –   |
| Doppio    | Premi in denaro ($) | 9 350  | 5 440  | 3 250 | 1 930 | –     | 1,080 | – | –   | –   |

## Campioni

### Singolare
Giovanni Mpetshi Perricard ha sconfitto in finale  Adam Walton con il punteggio di 6–3, 6–3.

### Doppio
Rithvik Choudary Bollipalli /  Niki Kaliyanda Poonacha hanno sconfitto in finale  Luke Johnson /  Skander Mansouri con il punteggio di 7–6(4), 7–5.